# Uli Kusch
Uli Kusch (* 11. März 1967 in Aachen, eigentlich Ulrich Kusch) ist ein deutscher Metal-Schlagzeuger. Er arbeitete unter anderem mit Helloween, Gamma Ray, Masterplan und Holy Moses zusammen.

## Leben
In den 1980ern und frühen 1990ern arbeitete Kusch vor allem als Studiomusiker für Bands wie Holy Moses und Schmiers Destruction-Nachfolgeband Headhunter. 1990 ersetzte er Mathias Burchardt bei Gamma Ray und spielte auf deren Album Sigh No More sowie der darauffolgenden Tour, verließ die Band jedoch bereits 1992 wieder. 1993 schloss er sich Axe La Chapelle an und wechselte dann zu Helloween, wo er als fester Schlagzeuger vom 1994er Album Master of the Rings bis zum 2000er Album The Dark Ride blieb. In dieser Zeit war er außerdem Bandmitglied der Rainbow-Coverband Catch the Rainbow mit Henjo Richter von Gamma Ray sowie Schlagzeuger bei Markus Grosskopfs Nebenprojekt Shockmachine. Er spielte außerdem auf dem Sinner-Album The End of Sanctuary (2000). Im Anschluss an The Dark Ride wurden sowohl Kusch als auch Roland Grapow, beide zu dieser Zeit Haupt-Songwriter bei Helloween, von Michael Weikath gefeuert.
Die beiden gründeten daraufhin die Band Masterplan, die sie ursprünglich als Nebenprojekt geplant hatten. Die Band veröffentlichte zwei Alben, dann trennte sich Kusch von Masterplan. 2005 gründete er Beautiful Sin, die nach dem Split zu seinem Hauptprojekt wurde. Außerdem gründete er die Progressive-Metal-Band Ride the Sky. Des Weiteren spielte er als Patrick Duval auf dem Album Lurking Fear von Mekong Delta.
2010 schloss er sich Symfonia an, einer Supergroup um André Matos (Angra), Timo Tolkki (Stratovarius), Jari Kainulainen (Stratovarius, Evergrey) und Mikko Härkin (Sonata Arctica, Kotipelto). Der erste Auftritt fand auf der Finnish Metal Expo 2011 statt. 2011 erschien das Album In Paradisum. Bei den Vorbereitungen zur Tour erlitt Kusch einen Nervenschaden an der linken Hand und konnte anschließend nicht mehr Schlagzeug spielen. Die Band machte mit Alex Landenburg weiter, Kusch pausierte und arbeitete an seiner Rehabilitation. 2014 kehrte er als Schlagzeuger der schwedischen Formation Carnal Agony zurück. Deren Debütalbum Preludes & Nocturnes erschien am 14. November 2014.

## Diskografie

### Mit Holy Moses
- 1987: Finished with the Dogs
- 1989: The New Machine of Liechtenstein
- 1990: World Chaos

### Mit Gamma Ray
- 1990: Heading for the East (VHS)
- 1990: Heaven Can Wait (MCD)
- 1991: Sigh No More

### Mit Helloween
- 1994: Master of the Rings
- 1996: The Time of the Oath
- 1996: High Live
- 1998: Better Than Raw
- 1999: Metal Jukebox
- 2000: The Dark Ride
- 2002: Treasure Chest (3CD)

### Mit Masterplan
- 2002: Enlighten Me (EP)
- 2003: Masterplan
- 2004: Back for My Life (EP)
- 2005: Aeronautics

### Mit Beautiful Sin
- 2006: The Unexpected

### Mit Ride the Sky
- 2007: New Protection

### Mit Symfonia
- 2011: In Paradisum

### Mit Carnal Agony
- 2014: Preludes & Nocturne

### Sonstige
- 1993: Die Skeptiker: Schwarze Boten (als Gastmusiker)
- 1994: Axe La Chappelle: Grab What You Can
- 1997: Roland Grapow: The Four Seasons of Life
- 1999: Catch the Rainbow: A Tribute to Rainbow
- 1999: Shockmachine: Shockmachine
- 2000: Sinner: The End of Sanctuary
- 2007: Mekong Delta: Lurking Fear
- 2010: Issa: Sign of Angels

### Samplerbeiträge
- 1996: The Hellion/Electric Eye auf  A Tribute to Judas Priest Legends of Metal Vol. 1 (mit Helloween)
- 1999: Rainbow Eyes auf Holy Dio - A Tribute to the Voice of Metal: Ronnie James Dio (mit Catch the Rainbow)